# تاریخ قزوین
این مقاله به بررسی تاریخ منطقه قزوین می‌پردازد.

## پیش از تاریخ
1. یافته‌های کشاورزی در تپه‌های سگزآباد و دشتبی
2. تمدن ۱۰۰۰۰ ساله منطقه دشت قزوین

کاوش‌ها و یافته‌های باستان‌شناسی در دشت قزوین، نشان گر مرحله یک جانشینی و کشاورزی در هزاره هفتم پیش از میلاد و برخورداری ساکنان آن از صنایع اولیه و نظام اجتماعی است. منازل مسکونی، معبد، کارگاه‌های صنعتی، اشیای زینتی، مجسمه‌ها، انبارهای غله و… از تمدن دیر پای مردمان این ناحیه در هزاران سال پیش حکایت دارند.
قزوین دردوره‌های پیشین، از مراکز مهم تمدن پیشاتاریخ بوده و شامل سرزمین‌های میان شهریار، جلگه ری و دشت قزوین بوده است. بررسی‌های به دست آمده از تپه سگزآباد بویین زهرا، نشان دهنده زیستگاه‌های انسانی متعددی در هزاره‌های پیش از میلاد است. هم چنین دریک کیلومتری جاده کرج به قزوین، تعدادی تپه باستانی کشف شده که تا حدی وضعیت زندگی اقوام این ناحیه را در حدود هزاره چهارم قبل از میلاد روشن می‌سازد. آثار و اشیاء به دست آمده در سگزآباد قزوین، مربوط به دوران نو سنگی و پیشاتاریخ است.

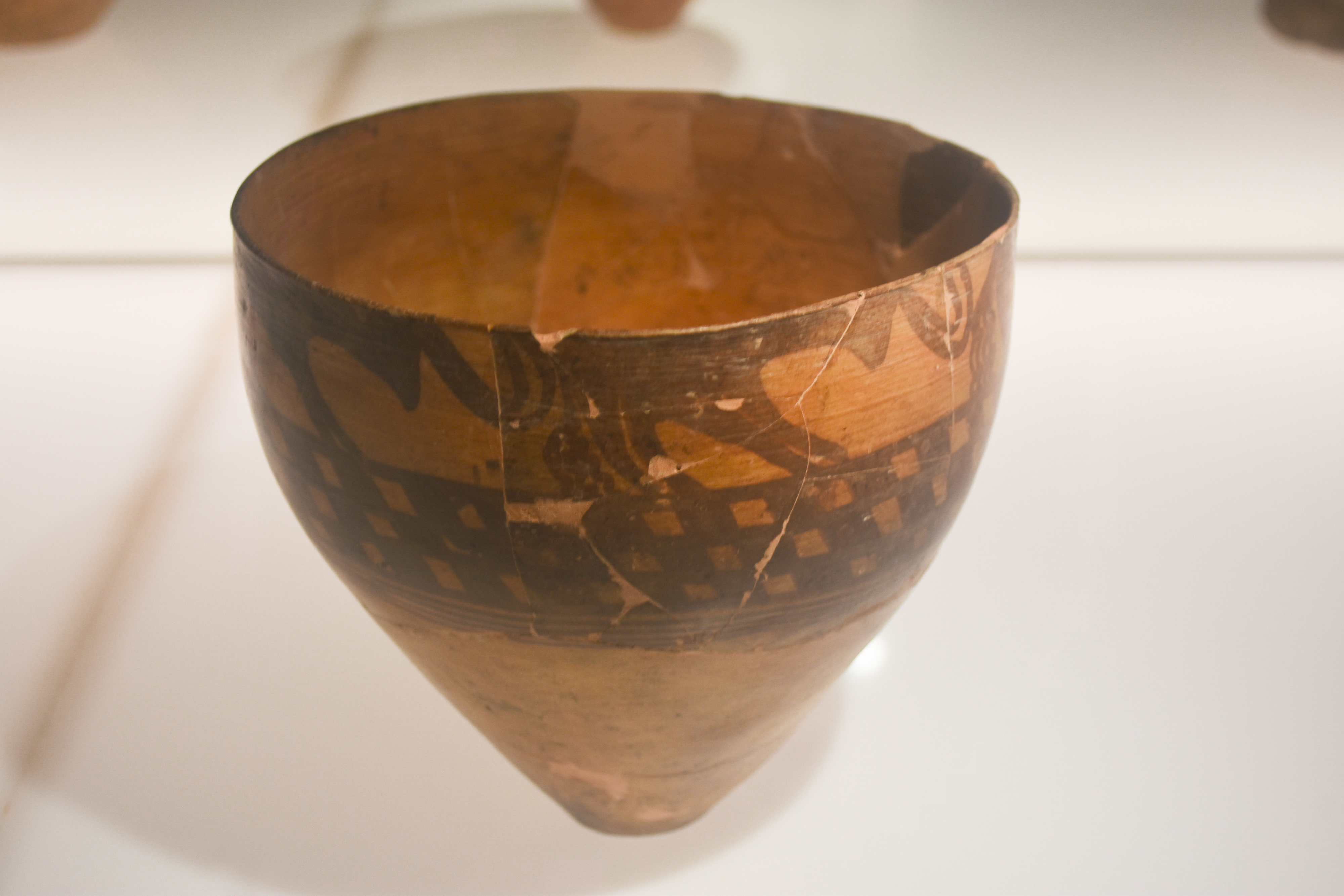
کاسه سفالی عصر برنز. حدود ۴۰۰۰-۳۷۰۰ قبل از میلاد خاستگاه: تپه قبرستان، قزوین
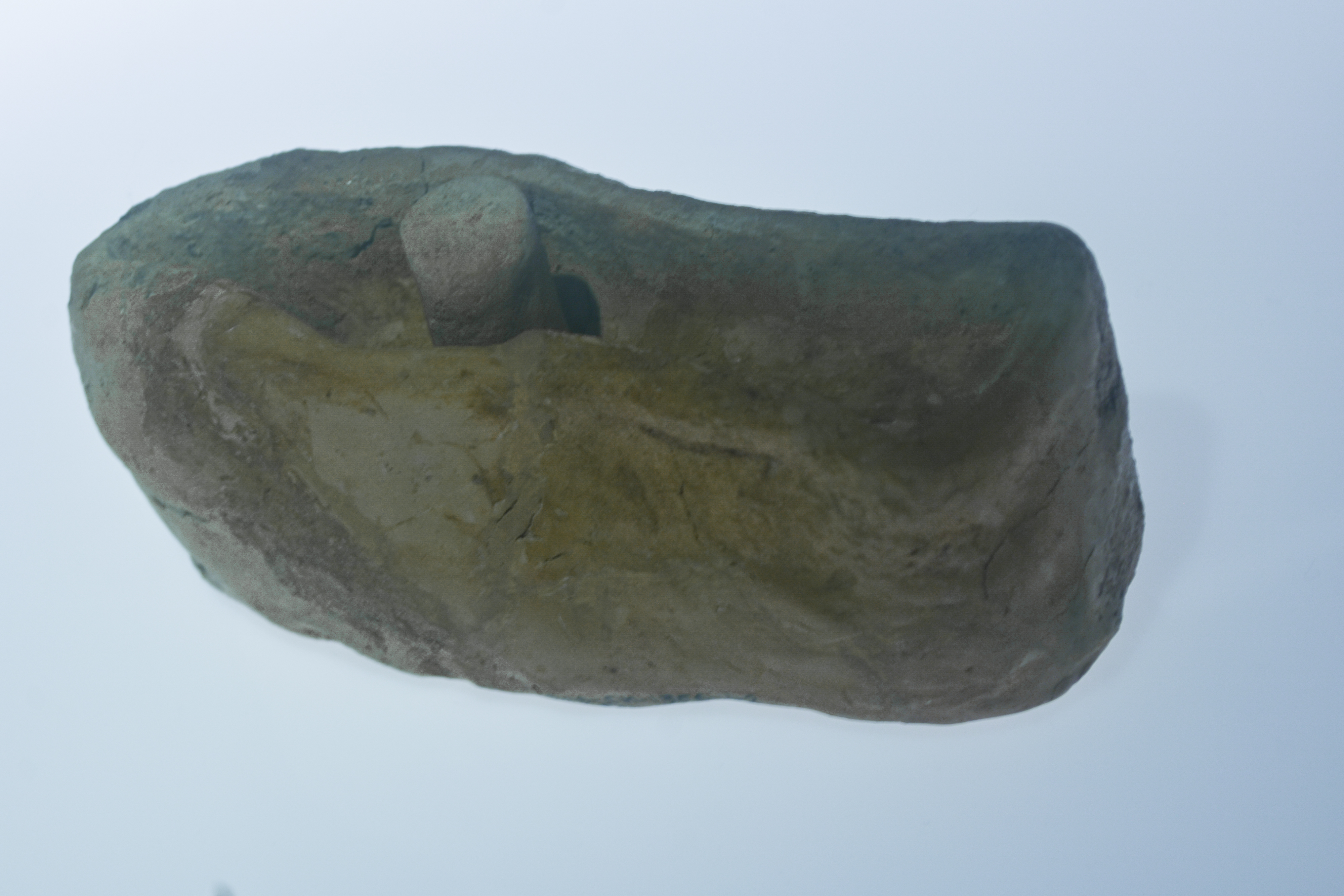
قالب ریخته گری حدود ۴۰۰۰-۳۷۰۰ قبل از میلاد خاستگاه: تپه قبرستان، قزوین

## پیش از اسلام
بر طبق شواهد تاریخی شهر قزوین دروازه ورود به قلمرو کاسپی‌ها بوده است از این رو زبان‌شناسان بر این باورند که نام این شهر نیز برگفته از ریشه کاسپین است.
1. منابع یونانی: شهر باستانی راژیا
2. اشکانیان: پایه‌گذاری شهر به دست سردار بزرگ اشکانی «اردپا»
3. کتیبه‌های ساسانی: شهر باستانی «ارساس» یا «ارساسیا»
4. رافعی: پایه‌گذاری دوباره شهر به دست شاپور ذوالکتاف
5. حمدالله مستوفی در کتاب البنیان: پایه‌گذاری دوباره شهر به دست شاپور پسر اردشیر بابکان
6. محمد حسنخان اعتماد السلطنه در کتاب مرآت البلدان: پایه‌گذاری دوباره شهر به دست شاپور پسر اردشیر بابکان
7. یزدگرد: یکی از سرداران سپاهش در هنگام جنگ با اعراب می‌گوید کنج را ببین (کژوین)، یزدگرد به قزوین پناه می‌آورد و شهر را سامان داده و توسعه می‌بخشد. (به نقل از حمدالله مستوفی)
8. مسیر جاده ابریشم بعد از گذشتن از ری به قزوین می‌رسیده است. این منطقه از مناطق مهم جاده ابریشم محسوب می‌شده است زیرا محل تلاقی دو مسیر شرق به غرب و شمال غرب ایران بوده است حدود ۲۰ کاروانسرا در دشت قزوین وجود داشته که محل نگهداری کالاهای تجاری، به ویژه ابریشم بوده است.[۲][۳]

بر اساس اسناد و مدارک موجود، قدمت و تاریخ منطقه قزوین، به دوران حکومت مادها در قرن نهم پیش از میلاد می‌رسد. در آن زمان، ناحیه کوهستانی جنوب و جنوب باختری قزوین، جزئی از قلمرو مادها به شمارمی رفت که همواره مورد تاخت و تاز اقوام و قبایل مختلف، از جمله اقوام دیالمه طبرستان، قرارمی گرفت. مؤلف «مرآت البلدان» بانی قزوین را شاپور ابن اردشیر بابکان دانسته که شهر را جهت مقابله با حملات و سرکشی‌های دیلمیان ساخته و «شاد شاپور» نامیده است. ناحیه قزوین در دوران ماد، آباد بوده و در دوره هخامنشی‌ها مردان ناحیه قزوین، به دلیری شهرت داشته‌اند. پیرنیا از مردمانی به نام «مرد» در ناحیه قزوین یاد می‌کند که از فرستادن نماینده به نزد اسکندر و اظهار اطاعت خودداری کردند.

براساس اسناد و مدارک موجود، قدمت و سابقهٔ تاریخی منطقهٔ قزوین به دوران حکومت مادها، در قرن نهم پیش از میلاد، می‌رسد. در آن زمان، ناحیهٔ کوهستانی جنوب و جنوب غربی قزوین جزئی از قلمرو مادها به‌شمار می‌رفت که همواره مورد تاخت و تاز اقوام و قبایل مختلف، از جمله اقوام دیالمهٔ طبرستان، قرار داشت.

### کاسپین
کاسپی‌ها (به یونانی: Káspioi) یکی از اقوام باستانی در سواحل جنوب غربی دریای کاسپین در شمال یا جنوب رود کر واقع در قفقاز جنوبی می‌زیستند. اکثر محققان کاسپی را با پایتاکاران که سرزمینی ما بین دو رود کُر و ارس بود یکی می‌دانند.

## پس از اسلام

### ظهور محمد پیامبر
احادیث بسیار زیادی منتسب به محمد وجود دارد که به تعریف و تمجید از قزوین پرداخته و مردم را به سکونت در آن تشویق می‌کند؛ از جمله این احادیث می‌توان به موارد زیر اشاره کرد:
گشاده شود آفاق بر شما و گشاده شود شهری نامش قزوین، هر که چهل صباح در وی مقام کند، از بهر جهاد و عبادت، از بهر او عمودی در بهشت بسازند از زر سرخ بر سر آن قبه‌ای از یاقوت سرخ بر سر آن قبه هفتا هزار در، بر هر دری حوری جهت اول نشسته.— محمد پیامبر، سیمای تاریخ و فرهنگ قزوین صفحه ۱۱۷
محمد پیامبر فرمود:من مردمی را در آخر الزمان می‌شناسم که ایمان به گوشت و خون ایشان آمیحته شده است در شهری که آن را قزوین می‌نامند جنگ می‌کنند و مشتاق است به سوی ایشان بهشت…— محمد پیامبر، سیمای تاریخ و فرهنگ قزوین صفحه ۱۱۸
قزوین دری از درب‌های بهشت است امروزه در دست مشرکین می‌باشد و به دست امت من گشوده می‌شود.— محمد پیامبر، سیمای تاریخ و فرهنگ قزوین صفحه ۱۱۸
محمد (ص) فرمود: خداوند برادران مرا به قزوین بیامرزد، گفتیم این برادارن شما کیانند؟ فرمود قزوین دری است از درب‌های بهشت، با دیلم جنگ می‌کنند، شهدا در آنجا مانند شهدای بدرند.— محمد پیامبر، سیمای تاریخ و فرهنگ قزوین صفحه ۱۱۸
هر که خواهد خرمی یابد به خاتمت کار از سعادت و شهادت به قزوین رود، یعنی در او جهاد و غزا کند.— محمد پیامبر، تاریخ گزیده، صفحه ۷۶۵
امت مرا مسخره شود در آخرالزمان شهری نزدیک دیلم که آن را قزوین خوانند و آن دری است از درهای بهشت. هر که در عمارت باروی آن سعی کند، و اگر خود به قدر یک مشت گل باشد، خدای تعالی گناهان کبیر و صغیر او بیامرزد.— محمد پیامبر، تاریخ گزیده، صفحه ۷۶۸

### فتح قزوین توسط اعراب
آن طور که از شواهد تاریخی بر می‌آید فتح سرزمین قزوین (شامل مناطق دشتبی، قاقازان و سپس دژ قزوین) به سادگی صورت نگرفته است. اسناد زیادی در این زمینه در دست نیست و اکثر مطالب در ۲ قرن بعد نگاشته شده‌اند؛ قدیمی‌ترین سند در این باره کتاب فتوح البلدان نوشته بلاذری و سپس التدوین رافعی است. آن طور که پیداست عمربن خطاب پس از فتح نهاوند به سردارانش فرمان می‌دهد فردی به نام «عروت» با ۸ هزار جنگجو برای فتح قزوین برود، اعراب نیز پس از فتح ابهر به سمت دژ قزوین حرکت می‌کنند، ساکنان دشت قزوین وقتی از قصد مسلمانان آگاه می‌شوند از دیلمیان یاری می‌طلبند، سپس جنگ سختی میان اهالی قزوین و دیلمیان از یکطرف و اعراب مسلمان درمی‌گیرد. این جنگ چنان بر اعراب سخت می‌آید که در التدوین از زبان اعراب می‌خوانیم: 
اجول فلا ادری لعل منیی / بدکان او داکان او بالحرندف (یعنی: جولان می‌کنم و نمی‌دانم که مرگ من در دکان با داکان یا که جرندق است)
سرانجام دیلمیان عقب‌نشینی می‌کنند و مردم قزوین نیز ناچار به صلح می‌شوند. اعراب نیز شرط پذیرفتن دین اسلام و پرداخت مالیات را تکلیف می‌کنند؛ ولی از شواهد پیداست این صلح پایدار نبوده است.
در خصوص پایدار نبودن صلح باید گفت هنگامی که براء بن عازب به قزوین تاخت و پس از پایان جنگ، محصور شدگان می‌گفتند: 
نه مسلمان به ئیم نه گزیت دهیم (یعنی: نه مسلمان می‌شویم و نه مالیات می‌دهیم)
 و پس از خروج اعراب دوباره به آیین کهن خود بازگشتند، پس اعراب نیز بازگشتند و با قهر و غضب دوباره تسلط یافتند؛ همچنین در شورش بعدی ولید بن عقبه از سوی عثمان خلیفه وقت مأمور می‌شود سرزمین‌های قزوین‌های گیلان. آذربایجان را از نو فتح کند. آشوب و نافرمانی ادامه داشت تا اینکه سعید بن العاصی به امارت کوفه رسید، او بار دیگر به قزوین تاخت و پس از جنگ این شهر را آباد و استوار گردانید. از این زمان به بعد این شهر به عنوان پایگاهی نیرومند و مرزی مورد توجه اعراب قرار گرفت.

### در زمان خلافت اعراب
شواهد تاریخی از توجه خلفای عرب به سرزمین قزوین حکایت دارد؛ به‌طوری‌که از عمر خلیفه دوم روایت شده: 
اگر برای من کسی می‌بود که امور امت را کفایت می‌کرد، هر آینه با خانواده ام به قزوین می‌رفتم و در آن جا مرز داری می‌کردم تا چه در حال مرابطه شهید شوم یا با مرابطان آنجا بمیرم در روز قیامت با شهدای بدر برانگیخته شوم.— عمر بن خطاب، سیمای تاریخ و فرهنگ قزوین، صفحه ۱۲۰

پس از آنکه قزوین در زمان عثمان آرام شد، «سعید بن عاص بن امیه» از طرف والی عراق به سمت حاکم قزوین منسوب شد. پس از آن در زمان خلافت علی بن ابی‌طالب پنج تن، یکی پس از دیگری به سمت حاکمیت قزوین فرستاده شده‌اند. نخست ربیع بن خثیم کوفی به حاکمیت قزوین فرستاده شد، او به همراه ۴۰۰ تن از قاریان به خواست خود و با دستور علی بن ابی‌طالب از جنگ با معاویه بازگشت و به مرز قزوین فرستاده شد؛ همچنین نقل است از علی بن ابی طالب که در این جنگ خطالب به طرفدارانش گفته است :
هرکس دوست ندارد همراه ما بجنگد به قزوین بپیوندد.— علی بن ابی طالب، سیمای تاریخ و فرهنگ قزوین، صفحه ۱۱۹
 پس از آن «ابوالعریف الارحنی»، «مرت بن شراحیل همدانی»، «عبید بن عمرو سلمانی» و سرانجام «قرت بن انطات» والی قزوین شدند.

شورش‌ها و نا آرامی‌ها در سراسر قرن اول و نیمه‌های قرن دوم ادامه داشت و اهالی قزوین و دیلمیان از هر فرصتی برای ضربه زدن به اعراب استفاده می‌کردند به‌طوری‌که نقل است حجاج بن یوسف از ترس گفته بود مابین قزوین و «واسط» برج‌های دیدبانی بسازند تا هر زمانی که دیلمیان به سمت قزوین می‌آیند اگر شب است آتش بیفروزند و اگر روز است دود بر پا کنند تا نیروی کمکی ارسال شود. حمدالله مستوفی دیگر والیان قزوین را پس از علی ین ابی طالب چنین ذکر می‌کند: در زمان حجاج پسرش محمد حاکم قزوین بود، با برکناری حجاج از از کوفه، یزید پسر مهلب والی کوفه شد و «قتیبة بن مسلم» را به قزوین گمارد؛ بعد از او نیز «نصر بن سیار» به حکمرانی قزوین رسید. همچنین در زمان عباسیان هدایت عراق عجم و خراسان مخصوص برمکیان بود. بعد از ایشان به «علی بن عیسی بن ماهان» رسید. بعدها این سرزمین در قلمرو طاهریان قرار گرفت.

اولین سنگ بنای گسترش شهر در زمان خلیفه عباسی ابومحمد موسی الهادی در سال ۱۶۷ هجری گذاشته شد. وی مخفیانه به قزوین آمده بود تا به ری برود، گفته‌اند که او به حاکم قزوین گفت تا مردم را برای جنگ آماده کنند، مردم نیز به سرعت محیای جنگ شدند، موسی هادی نیز بسیار خشنود شد و دستور داد در برابر قزوین شهری بسازند و آن «مدینه موسی» نامید. وی دو روستای «رستم‌آباد» و «ارادنرسه» را خرید و وقف بنای شهر موسی کرد.

### خیزش علویان
در زمان خلافت هارون الرشید در سال ۱۷۵ هجری قمری یحیی بن عبدالله در کوهستان‌های دیلم و با کمک پادشاهی جستانیان در برابر خلیفه به پا می‌خیزد و عده کثیری گرد وی جمع می‌شوند. وی به مدت ۲ سال سرزمین قزوین و عراق عجم را زیر فرمان خود می‌گیرد. هارون نیز فضل بن یحیی برمکی را برای مقابله با او می‌فرستد. فضل که از طرفداران علویان بود، یحیی بن عبدالله را به صلح فرا می‌خواند و خلیفه نیز امان نامه می‌دهد. پس از این ماجرا هارون به سال ۱۹۲ هجری قمری به قزوین می‌آید و علاوه بر توسعه شهر، بنای مسجد جامع را نیز در قزوین می‌گذارد. هارون در این سفر به درخواست اهالی خراج را نیز کاهش می‌دهد. در زمان خلافت هارون، قزوین به همراه گرگان و طبرستان تحت حکومت پسرش " قاسم بن الرشید " بود؛ در این زمان اهالی سرزمین قزوین و طالقان مجبور شدند برای رفع ناملایمات، دزدها و ستم عمال زمین‌های خودشان را در اختیار حاکم وقت قرار دهند؛ پس همه زمین‌ها املاک قاسم شد و مردم کشاورز او شدند.

### سفر علی بن موسی الرضا به قزوین

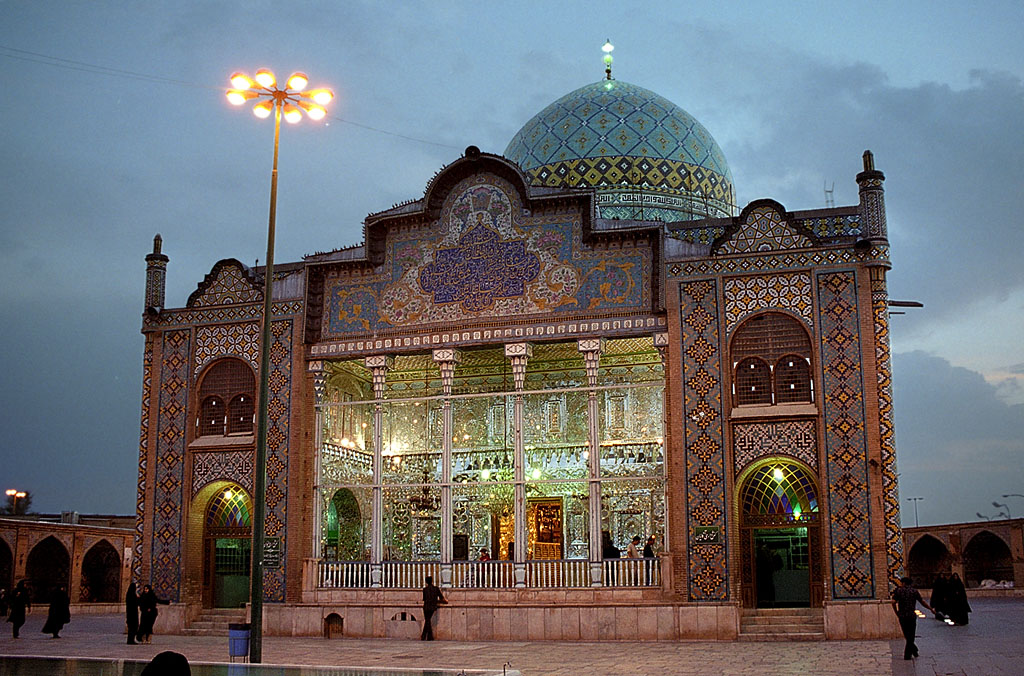
آستان شاهزاده حسین

سفر علی بن موسی الرضا به قزوین در جریان سفر ایشان به خراسان و به‌طور مخفیانه صورت می‌گیرد. علی بن موسی در منزل داوود بن عیسی غازی اقامت می‌کند و فرزند دو ساله ایشان که در جریان این سفر همراهشان بوده است در قزوین به علت بیماری فوت می‌کند و در همان‌جا به خاک سپرده می‌شود؛ و اکنون آستان شاهزاده حسین متعلق به فرزند امام هشتم شیعیان است.

### تشکیل ناحیه مستقل
در خصوص اینکه چه زمان و توسط چه کسی ناحیه قزوین به شهرستانی مستقل تبدیل شد ۳ روایت مطرح شده است ولی همه تاریخ نویسان متفق‌القولند که ایجاد ناحیه مستقل قزوین در قرن سوم هجری اتفاق افتاده است. روایت اول چنین است که فردی به نام «حنظله بن مالک» کوشید تا بخش‌هایی از دشتبی که جزو قلمرو ری بود و بخشی از آن که جزو همدان بود را یکی کرده و به اتفاق دژ قزوین، شهرستان قزوین را ایجاد کند. روایت دوم از زبان امام رافعی بدین گونه است که فردی به نام «حسین بن عبدالله بن سیار عبدی» در دوران هارون الرشید با افزودن بخش‌های «نساء»، «سلقانرود»، «خرقان» و «دشتبی» شهرستان قزوین را ایجاد کرد. همچنین مؤلف تاریخ قم یکی ساختن مناطق دشتبی ری و همدان را منتسب به «موسی بن بقا» می‌داند و می‌نویسد: 
موسی بن بقا هر دو را یک کوره گردانید و «غزوین» نام نهاد.— حسن‌بن محمدبن حسن قمی، تاریخ قم
در خصوص جدا شدن شهرستان قزوین از ناحیه عراق عجم و تشکیل ناحیه مستقل نیز گفته شده که در دوره خلافت معتصم به علت قدرت گرفتن دیلمیان تسلط ایشان بر مناطق جنوبی رشته کوه البرز خلیفه تلاش کرد راه را بر آنان سد سازد؛ از همین بابت قزوین را از ناحیه خراسان و عراق عجم جدا گردانید و به آن استقلال بخشید او همچنین «فخرالدوله ابومنصور کوفی» (از فرزندان حر بن یزید ریاحی و جد حمدالله مستوفی) را به حکومت آن برگزید. فخرالدوله و فرزندان او به مدت ۲۰۰ سال حاکمان قزوین بودند.
1. علی: آمدن اویس قرنی به قزوین برای مبارزه با دیلمیان و کشته شدن وی در روستای الولک قزوین
2. سال ۹۰ هجری: خانه‌سازی در بیرون از قلعه کهن شهر به دست محمد بن سنان عجلی
3. امیر خمارتاش عمادی ۵۱۳–۵۰۰ (حاکم وقت قزوین)

اقدام محمدبن سنان عجلی در حدود سال ۹۰ هجری گام بزرگ دیگری در توسعه شهر محسوب می‌شود و زمینه‌ساز ساخت دو شهرک مهم «مبارکیه و مدینه موسی» در کنار شهر کهن قزوین در سال‌های پیش از ۱۶۹ هجری می‌شود.
- مسافریان
- جستانیان
- سالاریان

### آل بویه
1. میمون قلعه

وسعت قزوین در سال ۲۵۳ هجری را می‌توان از روایت تاریخ گزیده دریافت که پس از برکشیدن حصار شهر توسط موسی بن بوقا، دارای دویست و شش برج و هفت دروازه بوده است. تعمیر باروی شهر در سال ۳۷۳ هجری به وسیله صاحب بن عباد – وزیر دانشمند آل بویه – و بنای صاحب آباد در شمال خاوری شهر، بازسازی آن در سال ۴۱۱ توسط امیر شریف ابوعلی جعفری، اقدامات گسترده عمرانی امیر خمارتاش عمادی در دهه نخستین سده ششم و ساخت باروی تازه‌ای از آجر به سال ۵۲۷ نشان از توسعه دایمی منطقه دارد.

مقدسی که در حدود میانه سده چهارم هجری می‌زیسته است می‌نویسد: 
و قزوین - بزرگ و نفیس است - در ان نهری است و برگرد آن بارویی و در درون او شهری است که جامع در آن است و آن را تاکستان بسیاری است. در خبر، قزوین باب‌الجنه است در شهرهای (ری) عظیم تر از آن نیست.

### سلجوقی و ایلخانی

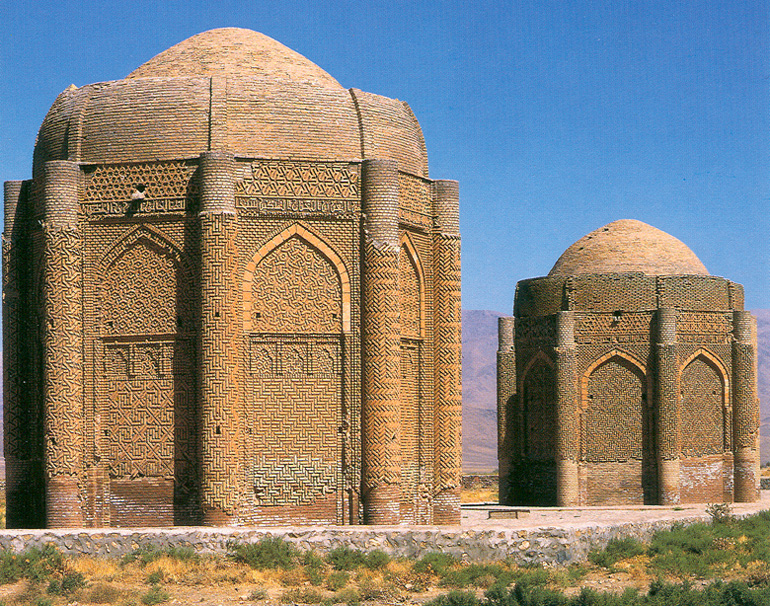
برج‌های خرقان، از آثار دوره سلجوقی

مؤلف «آثار البلاد» قزوین را در آغاز قرن هفتم – پیش از حمله مغول –چنین توصیف کرده است: «شهری بسیار بزرگ و پرجمعیت است. در دشتی بسیار پهناور و هموار بنا شده و مهندسان در بنای شهر نقشه‌ای کشیده‌اند که نظیرش وجود ندارد؛ زیرا دو شهر است یکی در آغوش دیگری آرمیده. شهر کوچک را که در وسط قراردارد شهرستان می‌نامند که برای خود دروازه و بارو دارد. شهر بزرگ‌تر که پیرامون شهرستان واقع شده دارای برج و باروی دیگری است. باغستان‌ها و تاکستان‌ها گرداگرد باروی خارجی شهر دوم را فراگرفته و پس از آن کشت زارهای سرسبز دو شهر را دربردارد و دو رودخانه دیزج و ارنزک از آن می‌گذرد»
وسعت این شهر درهنگامه حمله ویران گر مغول به ایران به حدی رسیده که به گزارش مستوفی در ظفرنامه افزون از یک میلیون نفر جمعیت داشته است. شهر قزوین در دوره ایلخانی پس از رکودی نسبی دوباره زندگی خود را بازمی‌یابد و چنان‌که جهانگردان آورده‌اند در زمان تیموریان پس از سمرقند بزرگ‌ترین و آبادترین شهر ایران بوده است.
1. پایداری قهرمانانه مردم این سامان در برابر هجوم سپاه مغول و یورش ویران گر تیمور،

### دولت اسماعیلیه
1. حسن صباح
2. سفر ناصر خسرو به قزوین باغستان بسیار داشت، بی دیوار و خار، و هیچ مانعی از دخول در باغات، و قزوین را شهری نیکو دیدم، باروی حصین و کنگره بر آن نهاده و بازارهای خوب، مگر آن که آب در آن اندک بود و منحصر به کاریزها در زیر زمین، رئیس آن شهر مردی علوی بود…

انتخاب الموت به عنوان مرکز اسماعیلیان نزاری و چالش‌های فرهنگی، سیاسی و نظامی مربوط به آن، منطقه قزوین را حدود ۲۰۰ سال به کانون اصلی رویدادهای مهم کشور تبدیل کرد و بارها شاهد لشکرکشی‌های میلیونی و آثار ویران گر آن بود. هرچند امیران سلجوقی ناگزیر از فعالیت‌های عمرانی نیز بودند و آثار پراکنده سلجوقی در جای جای استان نشان گر این نکته و گسترش قزوین در قرن ششم هجری است.

### عصر صفویه

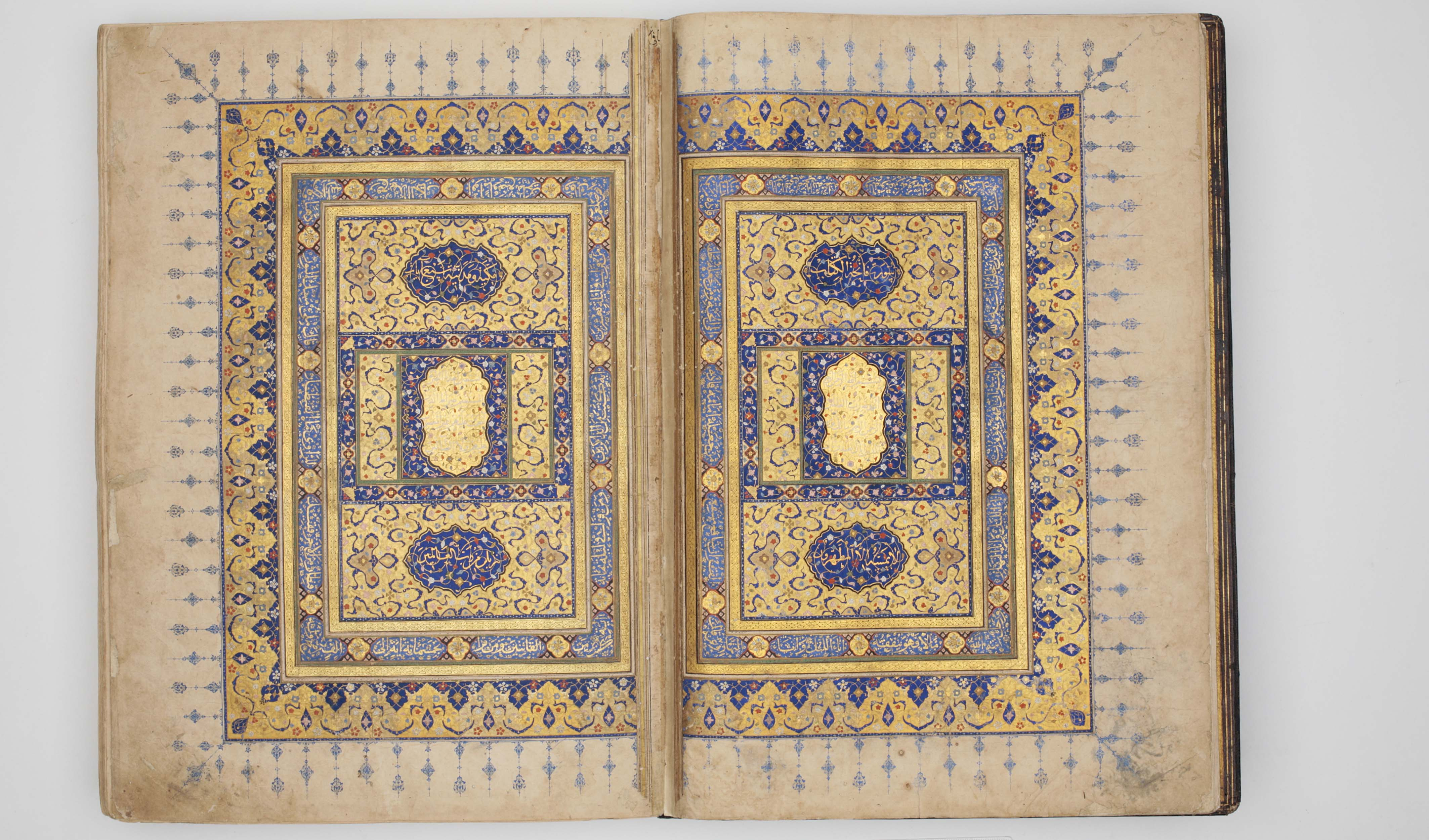
قرآن نگاشته شده به سفارش شاه طهماست در قزوین

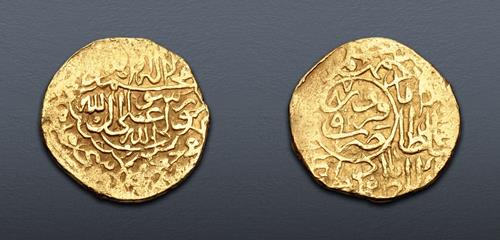
سکه ضرب شده در زمان شاه محمد خدابنده

1. قرآن نگاشته شده به سفارش شاه طهماست در قزوینپایتخت شدن قزوینسکه ضرب شده در زمان شاه محمد خدابندهتوسعه شهر (ساخت عمارت‌ها، باغات سعادت آباد و …)
2. رویدادهای مهم در زمان پایتختی
  1. صلح ایران و عثمانی به مدت ۲۰ سال
  2. آمدن پادشاه هند به قزوین
  3. رویداد قلعه قهقهه
  4. درگیری‌های جانشینی شاه طهماسب یکم و کشتار مردم قزوین توسط شاه اسماعیل دوم

| |  |  |
| روی سکه‌ای مسی (فلوس) در سال ۹۸۴ هجری قمری ضرب دارالموحدین قزوین. (سمت راست) پشت سکه «شاه عادل» لقب شاه اسماعیل دوم. (سمت چپ) |  |  |

1. 1. به قدرت رسیدن شاه محمد خدابنده در قزوین
  2. تصرف قزوین توسط شاه عباس بزرگ و آرامش شهر
  3. قتل مادر شاه عباس توسط سران قزلباش
  4. انتقال پایتخت از قزوین به اصفهان
  5. سپردن دارالسلطنه قزوین به پریخان خانم
  6. سفر شاردن به قزوین :ژان شاردن که در مجموع یازده سال در دوره صفویان (۷۰–۱۶۶۴ و ۷۷–۱۶۷۱ میلادی) در ایران بوده در سال ۱۶۷۴ میلادی در شهر قزوین چهار ماه اقامت می‌کند و دربارهٔ آن می‌نویسد:[۲۲]

قزوین شهر بزرگ و زیبایی است که در دشتی وسیع واقع در سه فرسنگی کوه الوند بنا شده است… دوازده هزارخانه و صد هزار تن جمعیّت دارد. صد خانوار یهودی، و چهل خانوار مسیحی در این شهر به سر می‌برند. میدان شاه که اسب‌دوانی نیز در آن‌جا به عمل می‌آید زیباترین نقاط این شهر است… قزوین مسجد بسیار ندارد… بعد از مسجد مهم‌ترین و مجلل‌ترین عمارات قزوین مدارسی است که طلاّب‌علوم دینی در آن تحصیل می‌کنند… آنچه قزوین را در انظار بینندگان باشکوه‌و رفیع می‌نماید کاخها و خانه‌های قصرآسای بزرگان و اعیان شهر است که همه‌تماشائی و دیدنی است… اما این شهر نسبت‌به شهرت و عظمتش باغ و بستان زیاد ندارد، زیرا هم خاک دشتی که شهر در آن بناشده شنی و هم آبش کم است. برخی از کشتزارهایش از آب شاخهٔ کوچکی ازشاهرود آبیاری می‌شود. کاریزهایی نیز دارد. آب آشامیدنی بیشتر مردم از چاه‌هاییکه غالباً متجاوز از سی پا گودی دارد برآورده می‌شود. آب این چاه‌ها خنک اماسنگین و بیمزه است. کمبود آب گذشته از این که بزرگ‌ترین مانع رشد کشاورزیو توسعهٔ باغها و بوستانهاست مایهٔ سنگینی و ناسازگاری هوا و عدم رعایت بهداشت‌عمومی است، و این عوامل زیان‌زا مخصوصاً در تابستانها بیشتر ظاهر می‌شود؛ زیراچنان که یاد شد قزوین رودخانه و آب جاری ندارد که کثافات شهر را بزداید وهمراه خود به جاهای دور ببرد…

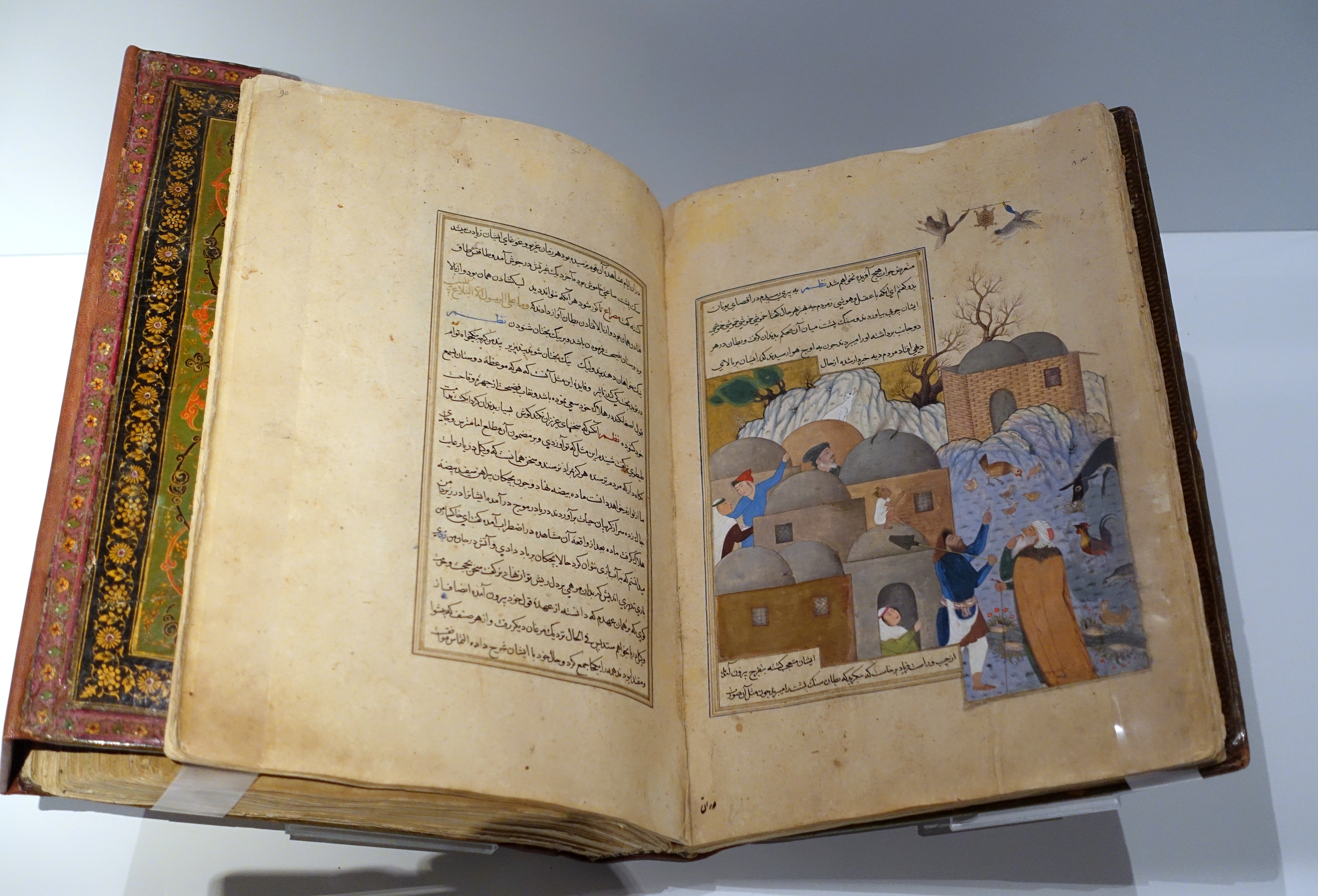
کلیله و دمنه اثر صادقی بیگ افشار در عهد شاه عباس در قزوین

1. 1. پس از محاصره اصفهان شاه تهماسب دوم به قزوین گریخت و در قزوین اعلام پادشاهی کرد
  2. وارد کردن نخستین شکست به مهاجمان افغانی دردشت قزوین پس از سقوط اصفهان
  3. پس از شاه تهماسب دوم، شاه عباس سوم و شاه سلیمان دوم در قزوین اعلام پادشاهی کردند که سرانجام توسط سرداران نادر شاه کشته شدند

انتخاب قزوین به عنوان پایتخت صفویان درقرن دهم علاوه بر بازنمایی اهمیت شهر، دوره درخشانی از عمران و توسعه شهری را رقم می‌زند که درآثار سفیران و بازرگانان غربی که به ایران آمده‌اند؛ مشهود است. طراحی و ساخت نخستین خیابان ایرانی، چهارباغ‌ها، میدان‌ها، کاخ‌ها، مدارس، مساجد، بوستان‌های شهری و … که به الگویی برای شهرسازی در سراسر ایران تبدیل شد؛ از این منطقه آغاز می‌شود.

### افشاریه
1. نادرشاه کاخی در باغ سعادت آباد قزوین ساخت (ایوان نادری) و در آنجا تاجگذاری کرد.

انتقال پایتخت در قرن یازدهم نیز رنگ فراموشی به آن نمی‌زند و تا پایان دوره افشاریان شاهد سازه‌های فراوانی در جای جای شهر هستیم که عمارت باشکوه ایوان نادری از آن جمله است.

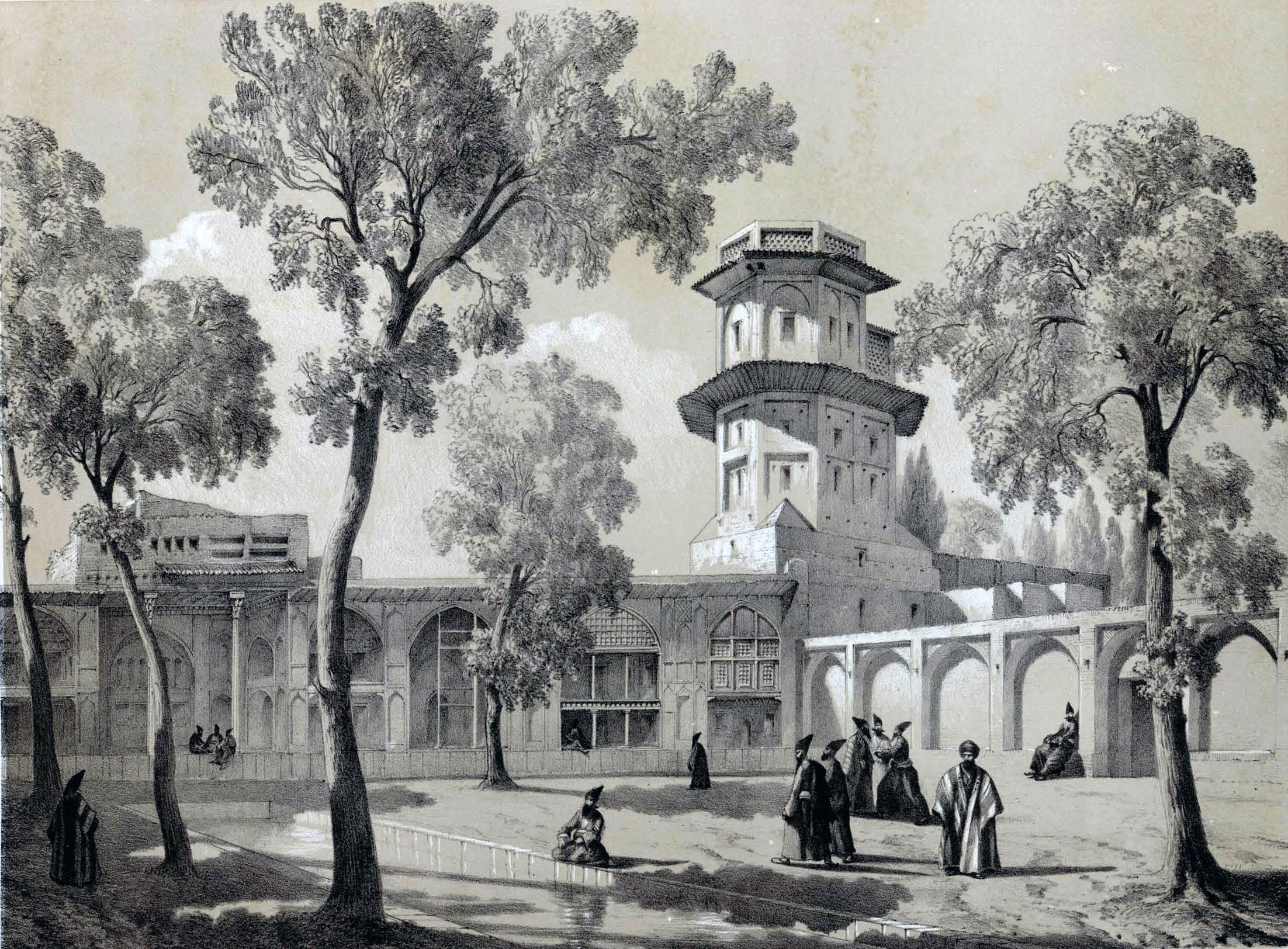
نقاشی از ایوان نادری به سال ۱۸۴۰ میلادی
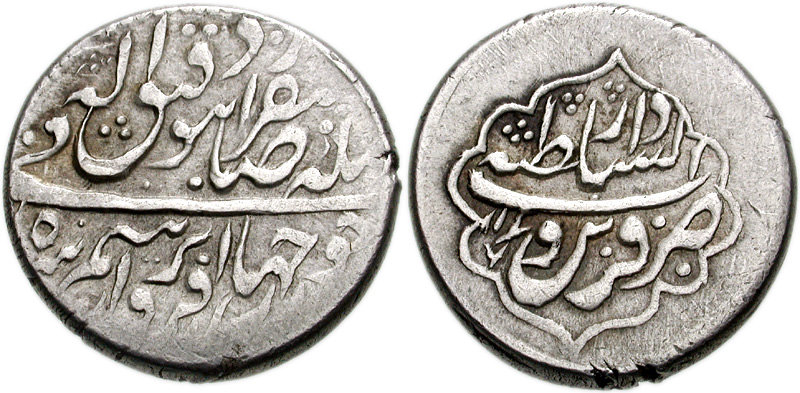
ضرب سکه در دوره افشاریه ، بر یک سمت سکه دارالسلطنه قزوین نقش بسته است

### قاجاریه
1. توسعه و آبادانی قزوین به دست سعدالسلطنه
2. مشروطه خواهان قزوین (عارف، دهخدا، نسیم شمال، شهید ثالث، فرنیا و…)
3. تصرف قزوین توسط مشروطه خواهان (ستارخان و باقر خان)

#### جنگ جهانی اول

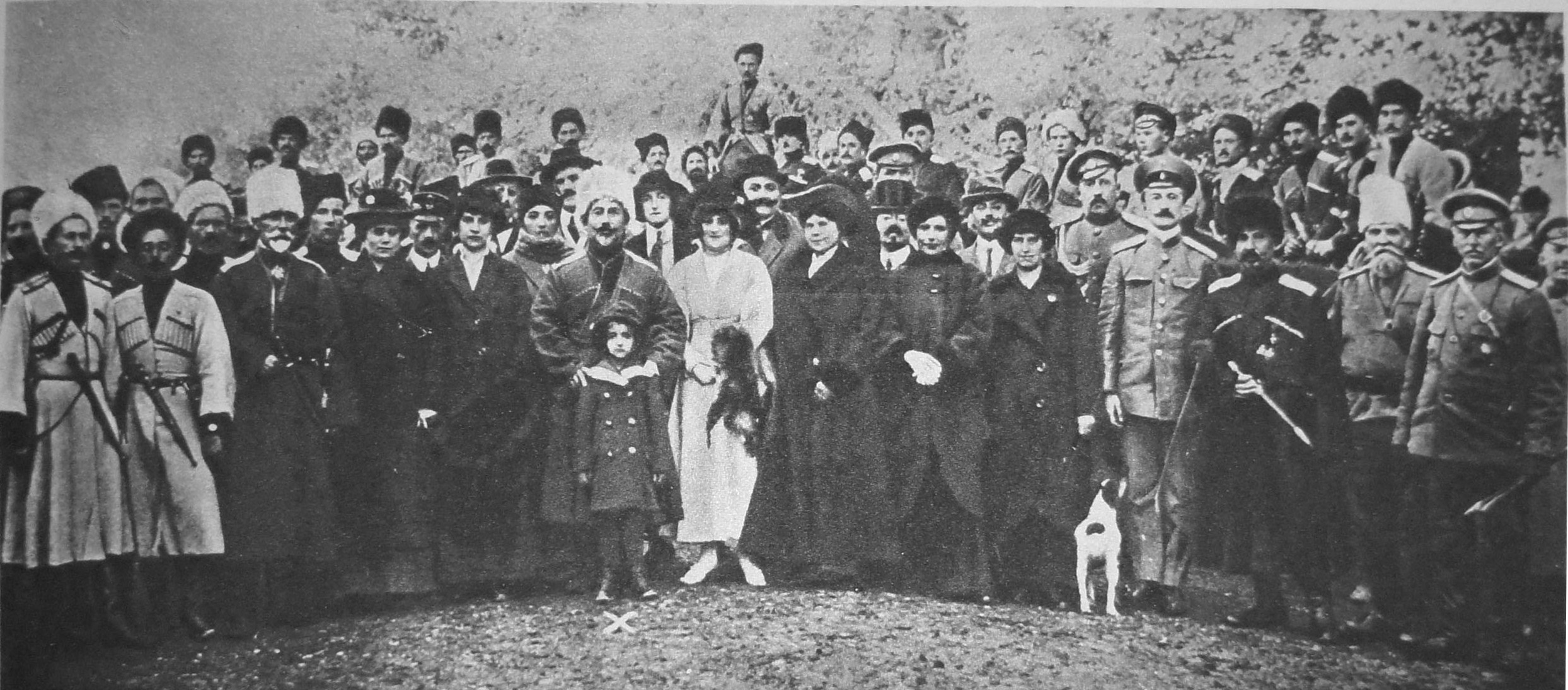
دیدار ژنرال براتوف با محمدولی خان تنکابنی در قزوین

با وجود اعلام بی‌طرفی ایران در جنگ جهانی اول از سوی مجلس شورای ملی و تأکید احمد شاه، قزوین در تاریخ ۱۷ آبان ۱۲۹۴ هجری خورشیدی به تصرف نظامیان اشغالگر روسیه تزاری درآمد. در این حال محمدولی خان تنکابنی نخست‌وزیر وقت ایران به تاریخ جمعه ۲۷ اردیبهشت سال ۱۲۹۵ خورشیدی (۱۷ مارس ۱۹۱۶) به درخواست ژنرال براتوف فرمانده کل نظامیان روسیه به قزوین آمد؛ تا دربارهٔ رفع اشغال و درخواست‌های روسیه به مذاکره بپردازد. این دیدار توسط یکی از عکاسان نظامی ارتش روسیه تزاری به ثبت رسید.

در خرداد سال ۱۲۹۴ نظامیان روس به جهت اشغال تهران از قزوین حرکت کردند. در پی این حرکت جمعی از نمایندگان مجلس به همراه نیروی ژاندارمری و وزیرمختار آلمان به قم رفتند و «کمیته دفاع ملی» در این شهر تشکیل شد. هم‌زمان احمد شاه هشدار داد در صورت ادامه حرکت قشون روسیه، پایتخت را به اصفهان منتقل خواهد کرد. علمای قم نیز علیه متفقین فتوای جهاد دادند. سرانجام وزرای مختار روسیه و انگلستان در دیدار با احمد شاه، او را از ترک پایتخت منصرف کردند و قرار شد قوای روسیه به سوی قزوین بازگردد.

در این زمان کمیته دفاع ملی در پی کش و قوس با ارتش روسیه و انگلستان ابتدا از قم به اصفهان، سپس به کرمانشاه و سر انجام به بغداد و کاظمین منتقل شد. کمیته دفاع ملی به همراه مهاجران اخراج شده از ایران در بغداد به تاریخ نهم خرداد ۱۲۹۵ «هیئت جنگی ایران» را تشکیل دادند و به همراه ارتش عثمانی دوباره به خاک ایران وارد شدند. ارتش عثمانی به پیشروی در خاک ایران ادامه داد و پس از فتح کرمانشاه و همدان، نیمه دوم مرداد ماه همان سال قزوین را تصرف کرد. در این حین فرمانده ارتش عثمانی در ایران طی بیانیه ای اعلام کرد که دولت عالی عثمانی برای نجات «دولت همسایه اسلامیه خود» به ایران آمده است.

پس از اندکی آرامش، از آغاز زمستان همان سال با پیروزی انقلاب روسیه، قوای روس به‌طور کامل از ایران خارج شدند؛ از طرفی ارتش انگلیس در جنوب ایران ارتش ششم عثمانی را شکست داد، و چند روز بعد بغداد را هم تسخیر کرد. با این اقدام جنگ جهانی اول پایان یافت؛ و این در حالی بود که شهر قزوین پس از ۲ سال اشغال توسط نیروهای روس و عثمانی و انگلیس میراثی از آشفتگی و ویرانی با خود همراه داشت.
1. تصرف قزوین توسط قوای روس
  1. ساخت اولین عمارت شهرداری ایران در قزوین
  2. ماجرای قتل شهید ثالث
2. ماجرای قتل واعظ قزوینی در بهارستان
3. تأسیس اولین شهرداری ایران در قزوین به سال ۱۳۰۶ هجری قمری

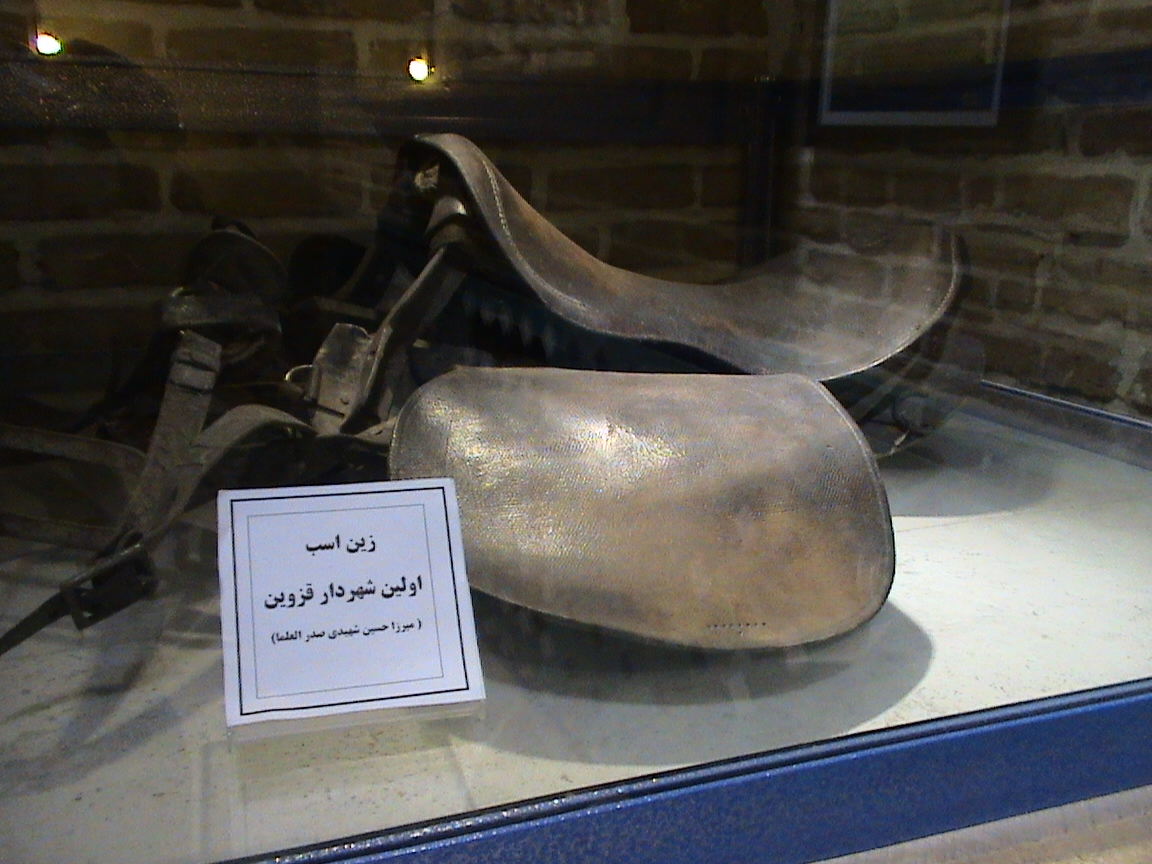
زین اسب - متعلق به اولین شهردار قزوین - موزه مردمشناسی حمام قجر

در سراسر دوره قاجاریه، قزوین به عنوان یک منطقه حاکم‌نشین مستقل مرتبط با پایتخت مطرح بود و با وجود رکود نسبی اقتصاد و فرهنگ در آن دوره از اندک مراکز پر رونق ایران به‌شمار می‌رفت.

## معاصر

### پهلوی
1. بست نشینی رضا خان در گراند هتل قزوین
2. لشکر کشی رضا خان از قزوین به تهران
3. توسعه شهر به تقلید از تهران
4. رسیدن راه‌آهن به قزوین به سال ۱۳۱۸ خورشیدی
5. ساخت اولین شهر صنعتی ایران (شهر صنعتی البرز) در زمان محمد رضا پهلوی
6. ۷ دی ۱۳۵۷ و کشته شدن جمع کثیری در مراسم تشییع شهدا در جریان انقلاب ۵۷

### جمهوری اسلامی
1. شورش قزوین
2. شهید رجایی اولین نخست‌وزیر و دومین رئیس‌جمهور ایران
3. توسعه شهر و استان توسط شهید امامی استاندار وقت